# 正伝庵 (掛川市)
正伝庵（しょうでんあん）は静岡県掛川市にある仏教寺院。

## 由緒
弘安7年（広泉寺開山1年前）順南溟和尚により開山されたが、其の頃は観音堂であったという。その後中絶していたが、貞永寺住職金龍和尚によって延宝5年（1677年）再興され、元禄年中（1688 - 1703年）に正伝庵と号し住職も置かれた。現在は、無住となり貞永寺住職の兼務である。

### 境内堂宇
- 観音堂 - 石仏十数体安置される[1]。